# Outernet
Outernet ist ein Kunstwort, das vor allem die erweiterte Realität (augmented reality) im Fokus hat und die damit verbundene Integration virtueller Elemente in reale Lebensverhältnisse beschreiben möchte. Im Outernet legt sich das Internet wie eine zusätzliche Schicht über unsere Umwelt und die gelernten Möglichkeiten – Verlinkung, Suchfunktion, Personalisierung und Interaktion – übertragen sich damit auch auf physische Objekte und Produkte.

## Anwendungen
Mobilfunk-Datenflatrates, das Internet der Dinge, die Möglichkeit der Geolokalisierung sowie Augmented-Reality-Systeme sind bei dieser ubiquitären Generation des Internets die wichtigsten Triebkräfte. Zudem heben Datenübertragungsverfahren wie HSDPA, LTE und WiMAX die Trennung von offline und online konsequent auf. Marktfähig sind bereits diverse ortsbasierte Dienstleistungen, die meist über Mobile Apps vom Smartphone aus genutzt werden, Informationen und Services kontextbezogen anbieten und häufig auch den Community-Aspekt integriert haben. Wenn außerdem durch Geo-Chips und visuelle Codes praktisch jedes physische Produkt zum realen Hyperlink wird, hebt sich auch die Grenze zwischen Produkt und Verkaufsfläche auf.

## Geschichte
2008 beschrieb der Trendforscher Max Celko in einer Titelgeschichte des GDI IMPULS Magazins ein Zukunftsszenario für die Verschmelzung des Internets mit der realen Welt mittels ortbasierten Technologien und Erweiterter Realität (Augmented Reality) unter dem Titel „Hyperlocality – Die Neuschöpfung der Wirklichkeit“.
2009 entstand in Zusammenarbeit von der Trendforschungsfirma TrendONE, Max Celko und der Werbeagentur Proximity das Outernet Whitepaper, wodurch das Kunstwort „Outernet“ als Beschreibung für die Integration virtueller Elemente in reale Lebensverhältnisse in der deutschsprachigen Öffentlichkeit weite Verbreitung fand.
2010 erarbeitete das Trendforschungsinstitut „2b AHEAD ThinkTank“ gemeinsam mit dem „Institut of Electronic Business“ der Universität der Künste Berlin eine Trendstudie, die über die technologische Beschreibung hinaus die strategische Bedeutung des „Outernet“ für die Wirtschaft und Gesellschaft beschrieb.